# Свифт, Деандре
Деандре Тайон Свифт (англ. D'Andre Tiyon Swift, 14 января 1999, Филадельфия, Пенсильвания) — американский футболист, раннинбек клуба НФЛ «Детройт Лайонс». На студенческом уровне выступал за команду университета Джорджии. На драфте НФЛ 2020 года был выбран в во втором раунде.

## Биография
Деандре Свифт родился 14 января 1999 года в Пенсильвании. Он учился в иезуитской старшей школе святого Иосифа, играл за её футбольную команду. В 2016 году Ассоциация футбольных журналистов штата признала его игроком года. В 2017 году Свифт в составе команды выиграл чемпионат штата, набрав за сезон 1 564 ярда на выносе с 25 тачдаунами. На момент окончания школы он занимал первое место в рейтинге лучших игроков Пенсильвании по версиям ESPN и 247Sports.

### Любительская карьера
После окончания школы Свифт поступил в университет Джорджии. В составе его футбольной команды он дебютировал в 2017 году, сыграв в пятнадцати матчах сезона. По итогам сезона он стал одним из трёх лауреатов командной награды лучшим новичкам в нападении. В 2018 году Свифт сыграл в четырнадцати матчах, пять из них начал в стартовом составе. С 1 049 выносными ярдами он стал лучшим среди раннинбеков команды. В четырёх играх он набирал более 100 ярдов на выносе.
Перед стартом сезона 2019 года Свифт был выбран одним из капитанов команды. Он принял участие в четырнадцати матчах, набрав 1 218 ярдов и став пятым в истории университета игроком, набиравшим более 1 000 в нескольких сезонах. По итогам турнира Свифт получил командную награду самому ценному игроку нападения. По результатам опроса тренеров команд его включили в символическую сборную конференции SEC.

#### Статистика выступлений в NCAA
| Сезон | Команда           | Игры | Приём | Приём | Приём | Приём | Вынос | Вынос | Вынос | Вынос |
| Сезон | Команда           | Игры | Rec   | Yds   | Y/A   | TD    | Att   | Yds   | Y/A   | TD    |
| ----- | ----------------- | ---- | ----- | ----- | ----- | ----- | ----- | ----- | ----- | ----- |
| 2017  | Джорджия Буллдогз | 15   | 17    | 153   | 9,0   | 1     | 81    | 618   | 7,6   | 3     |
| 2018  | Джорджия Буллдогз | 14   | 32    | 297   | 9,3   | 3     | 163   | 1 049 | 6,4   | 10    |
| 2019  | Джорджия Буллдогз | 14   | 24    | 216   | 9,0   | 1     | 196   | 1 218 | 6,2   | 7     |
| Всего | Всего             | 43   | 73    | 666   | 9,1   | 5     | 440   | 2 885 | 6,6   | 20    |

### Профессиональная карьера
Перед драфтом НФЛ 2020 года аналитик сайта Bleacher Report Мэтт Миллер сильными качествами Свифта называл скорость и физические данные, универсальность, умение читать игру, способность сыграть в любой схеме нападения. К минусам он относил недостаточную массу, склонность отходить назад за линию розыгрыша, что приводит к потере ярдов, перенесённую им в 2019 году травму плеча. В целом Миллер оценивал Свифта как лучшего раннинбека, среди выходящих на драфт, и отмечал, что он сразу же должен занять место в основном составе выбравшей его команды.
Свифт был выбран «Детройтом» во втором раунде под общим 35 номером, став вторым задрафтованным раннинбеком после Клайда Эдвардса-Хилейра. В июле он подписал с клубом четырёхлетний контракт на общую сумму 8,5 млн долларов. Генеральный менеджер клуба Боб Куинн отметил, что он рад выросшей конкуренции: за место в составе на предсезонных сборах также боролись Керрион Джонсон, Тай Джонсон и Бо Скарбро. Ближе к старту чемпионата контракт с «Лайонс» подписал ветеран Эдриан Питерсон. До десятой игровой недели Свифт оставался вторым бегущим после него, но играл результативнее. После попадания в стартовый состав он получил сотрясение мозга, из-за которого пропустил три недели. Всего Свифт принял участие в тринадцати матчах, набрав 521 ярд. До травмы тренерский штаб также задействовал его в специальных командах.

#### Статистика выступлений в НФЛ

##### Регулярный чемпионат
| Сезон | Команда        | Игры | Приём | Приём | Приём | Приём | Вынос | Вынос | Вынос | Вынос |
| Сезон | Команда        | Игры | Rec   | Yds   | Y/A   | TD    | Att   | Yds   | Y/A   | TD    |
| ----- | -------------- | ---- | ----- | ----- | ----- | ----- | ----- | ----- | ----- | ----- |
| 2020  | Детройт Лайонс | 13   | 46    | 357   | 7,8   | 2     | 114   | 521   | 4,6   | 8     |
| 2021  | Детройт Лайонс | 3    | 19    | 166   | 8,7   | 1     | 33    | 123   | 3,7   | 1     |
| Всего | Всего          | 16   | 65    | 523   | 8,0   | 3     | 147   | 644   | 4,4   | 9     |

* На 2 октября 2021